# Contaminación por arsénico en Huarmey
La contaminación por arsénico en Huarmey es un caso de contaminación ambiental y humana por la presencia del metaloide en el distrito de Huarmey, en la provincia homónima en la región Áncash, Perú. A partir de octubre de 2023 se ha determinado a partir de exámenes de tamizaje que 198 personas presentan altos niveles de contaminación por arsénico en los barrios 9 de octubre y Puerto Huarmey, localidades ubicadas en el distrito de Huarmey. Si bien el límite máximo de arsénico para personas no expuestas ocupacionalmente debe ser menor a 20 ug/g creatinina, dos mujeres presentaron niveles de 123,13 ug/g y 187,36 ug/g, seis y nueve veces el límite máximo, respectivamente. También un niño de un año presentó 135,05 ug/g, siete veces más el límite.
De acuerdo al Informe 377-2024-OEFA/DEAM-STEC del Organismo de Evaluación y Fiscalización Ambiental (OEFA) del 29 de diciembre de 2024, la planta de filtración y el edificio de almacenamiento de concentrado de la compañía minera Antamina en Puerto Punta Lobitos son fuentes de partículas fugitivas” y que las aguas subterráneas en el acuífero de Cascajal —ubicado debajo de la zona de reforestación A del bosque de Huarmey de propiedad de Antamina— presentan valores de arsénico que superaron en la mayoría de puntos los Estándares de Calidad Ambiental (ECA), establecidos en 2017. El agua residual del mineroducto de Antamina es tratada para luego ser reutilizada como agua de irrigación en el bosque de Huarmey.
La compañía minera Antamina ha negado que en Puerto Punta Lobitos se emita arsénico al agua y aire en el medio ambiente por encima de los límites máximos permisibles.

## Contexto
En el distrito de Huarmey se encuentra el punto final del mineroducto de Antamina, una tubería enterrada que recorre 302 km desde la planta concentradora de minerales en Yanacancha hasta el Puerto Punta Lobitos. El mineroducto está diseñado principalmente para transportar zinc y diferentes grados de cobre. De acuerdo a un estudio de 2012, los metales y metaloides hallados luego del derrame de los concentrados de cobre del mineroducto en el distrito de Cajacay a través del análisis de las muestras tomadas fueron: arsénico, cadmio, cobalto, cobre, hierro, plomo, antimonio, selenio, estaño, zinc y plata.
Los minerales se transportan con agua: 60% de sólido y 40% de líquido.  En Puerto Punta Lobitos, los polvos finos de los concentrados minerales transportados en el mineroducto son separados del agua en la Planta de Filtrado. Los concentrados son almacenados para luego ser embarcados y exportados. El agua residual es tratada para luego ser reutilizada como agua de irrigación en el bosque de Huarmey.
La zona de reforestación A del bosque de Huarmey se encuentra encima del acuífero de Cascajal. El acuífero de Cascajal se conecta con el acuífero de Huarmey en la zona donde se encuentra la comunidad 9 de octubre, una de las dos comunidades cuya población presenta altos niveles de arsénico en el cuerpo. Un estudio de la calidad del agua del acuífero de Cascajal a partir de muestras tomadas en varios pozos del 12 al 16 de marzo de 2012 mostraron cantidades de arsénico por encima los estándares de calidad establecidos para aguas de la clase III ("Aguas para riego de vegetales de consumo crudo y bebida de animales") en la Ley general de aguas para los siguientes metales pesados y metaloides.

## Toma de muestras
A inicios de diciembre de 2023, se tomaron 100 muestras a vecinos de los sectores de Huarmey y 9 de Octubre en el distrito de Huarmey. De acuerdo a los resultados, 88 personas presentaron niveles de arsénico por encima de lo normal, según informó el director regional de Salud, Luis Valverde Cueva. De los casos positivos, 41 corresponden a niños y niñas de entre 0 y 11 años. También se detectaron 14 casos en adolescentes de 12 a 17 años. En cuanto a los adultos, 29 personas entre 18 y 59 años dieron positivo, y en el grupo de mayores de 60 años se confirmaron 4 casos. Estos hallazgos reflejan, de acuerdo a Raúl Loayza Muro, director del Laboratorio de Ecotoxicología de la Universidad Cayetano Heredia, estos casos se presentan porque los metales pesados se encuentran en el ambiente.

## Monitoreos ambientales

### Estudios hidrogeológicos
En 2005 Antamina realizó un estudio hidrogeológico con el objetivo de determinar el impacto de las actividades de riego sobre los acuíferos de Cascajal y de Huarmey. El estudio mostró que las actividades de irrigación del bosque de Huarmey había generado un incremento en la napa freática del acuífero de Cascajal. Ante este resultado, Antamina construyó dos pozas para almacenamiento del agua tratada así como la modificación de la forma de irrigación: de riego por inundación se pasó a riego tecnificado.

### Estudios de calidad de aguas
Un estudio de calidad de aguas en las aguas subterráneas del acuífero de Cascajal en marzo de 2012 mostró que en dos puntos, el nivel de arsénico superó los límites máximos permisibles para agua de riego:
| Punto de muestreo | Descripción                                                                               | As (mg/L) |
| ----------------- | ----------------------------------------------------------------------------------------- | --------- |
| PH-1              | Puerto Huarmey - pozo más cercano al mar.                                                 | 0.0909    |
| GA-B9             | Área de Forestación Sector B                                                              | 0.0734    |
| ECA-Agua: Riego   | Riego: Estándar de calidad para Agua Categoría 3-Riego de vegetales. D.S N'002-2008-MINAM | 0.05      |